# Bariri (ort)
Bariri är en ort i Brasilien.   Den ligger i kommunen Bariri och delstaten São Paulo, i den södra delen av landet, 700 km söder om huvudstaden Brasília. Bariri ligger 449 meter över havet och antalet invånare är 28 801.
Terrängen runt Bariri är platt. Bariri är det största samhället i trakten.
Omgivningarna runt Bariri är en mosaik av jordbruksmark och naturlig växtlighet. Runt Bariri är det ganska tätbefolkat, med 67 invånare per kvadratkilometer.